# Pribinovići
Pribinovići (en cyrillique : Прибиновићи) est un village de Bosnie-Herzégovine. Il est situé dans la municipalité de Široki Brijeg et dans le canton de l'Herzégovine de l'Ouest, Fédération de Bosnie-et-Herzégovine. Au recensement de 1991, il comptait 641 habitants, dont une majorité de Croates.